# فليتشير جنكينز
فليتشير جنكينز (بالإنجليزية: Fletcher Jenkins)‏ هو لاعب كرة قدم أمريكية أمريكي، ولد في 26 ديسمبر 1961 في تاكوما في الولايات المتحدة.